# Новоселица (Кролевецкий район)
Новосе́лица (укр. Новоселиця) — село,
Зазерковский сельский совет,
Кролевецкий район,
Сумская область,
Украина.
Код КОАТУУ — 5922683903. Население по переписи 2001 года составляло 92 человека .

## Географическое положение
Село Новоселица находится на расстоянии в 2 км от левого берега реки Медведевская,
в 3,5 км от села Калашиновка.
К селу примыкают лесные массивы (сосна, дуб).

## История
- 1926 — дата основания.